# Faggeto Lario
Faggeto Lario är en kommun i provinsen Como i regionen Lombardiet i Italien. Kommunen hade 1 207 invånare (2018).